# Колдовство: Новый ритуал
«Колдовство: Новый ритуал» (англ. Craft: Legacy) — американский подростковый фильм 2020 года, режиссёра Зои Листер-Джонс. Фильм является ремейком фильма 1996 года «Колдовство». Джейсон Блум выступил продюсером со своей компанией Blumhouse Productions.
Фильм вышел в США на видео по запросу 28 октября 2020 года.

## Сюжет
Юная Лили переезжает в новый город со своей матерью Хелен. В новой школе Лили ощущает себя изгоем, пока не подружилась с тремя одноклассницами, Фрэнки, Табби и Лурдес, которые принимают её в круг ведьм. Вскоре Лили обнаруживает, что она действительно обладает магическими способностями и может использовать их в своих интересах.

## В ролях
- Кейли Спейни — Лили
- Гидеон Адлон — Фрэнки
- Лови Симон — Табби
- Зои Луна — Лурдес
- Мишель Монаган — Хелен
- Дэвид Духовны — Адам Харрисон
- Николас Галицин — Тимми
- Джулиан Грей — Эйб
- Дональд Маклин младший — Исайя

Архивные кадры Файрузы Балк используются для представления её персонажа Нэнси Даунс.

## Производство
В марте 2019 года было объявлено, что Зои Листер-Джонс напишет сценарий и поставит фильм, а Джейсон Блум станет продюсером со своей компанией — Blumhouse Productions, а Эндрю Флеминг из оригинального фильма будет исполнительным продюсером, Columbia Pictures станет дистрибьютором.

### Кастинг
В июне 2019 года к актёрскому составу фильма присоединилась Кейли Спейни. В сентябре 2019 года к актёрскому составу фильма присоединились Гидеон Адлон, Лови Симон и Зои Луна. В октябре 2019 года к актёрскому составу фильма присоединились Николас Галицин, Дэвид Духовны, Джулиан Грей и Мишель Монаган. В ноябре 2019 года к актерскому составу фильма присоединился Дональд Маклин-младший.

### Съёмки
Съёмки начались в октябре 2019 года.

## Релиз
Фильм вышел на сервисах видео по запросу 28 октября 2020 года, а затем состоялся международный прокат.

## Приём критиков
На сайте Rotten Tomatoes фильм имеет рейтинг 49 % основанный на 108 отзывах со средней оценкой 5.50/10.